# Golfa

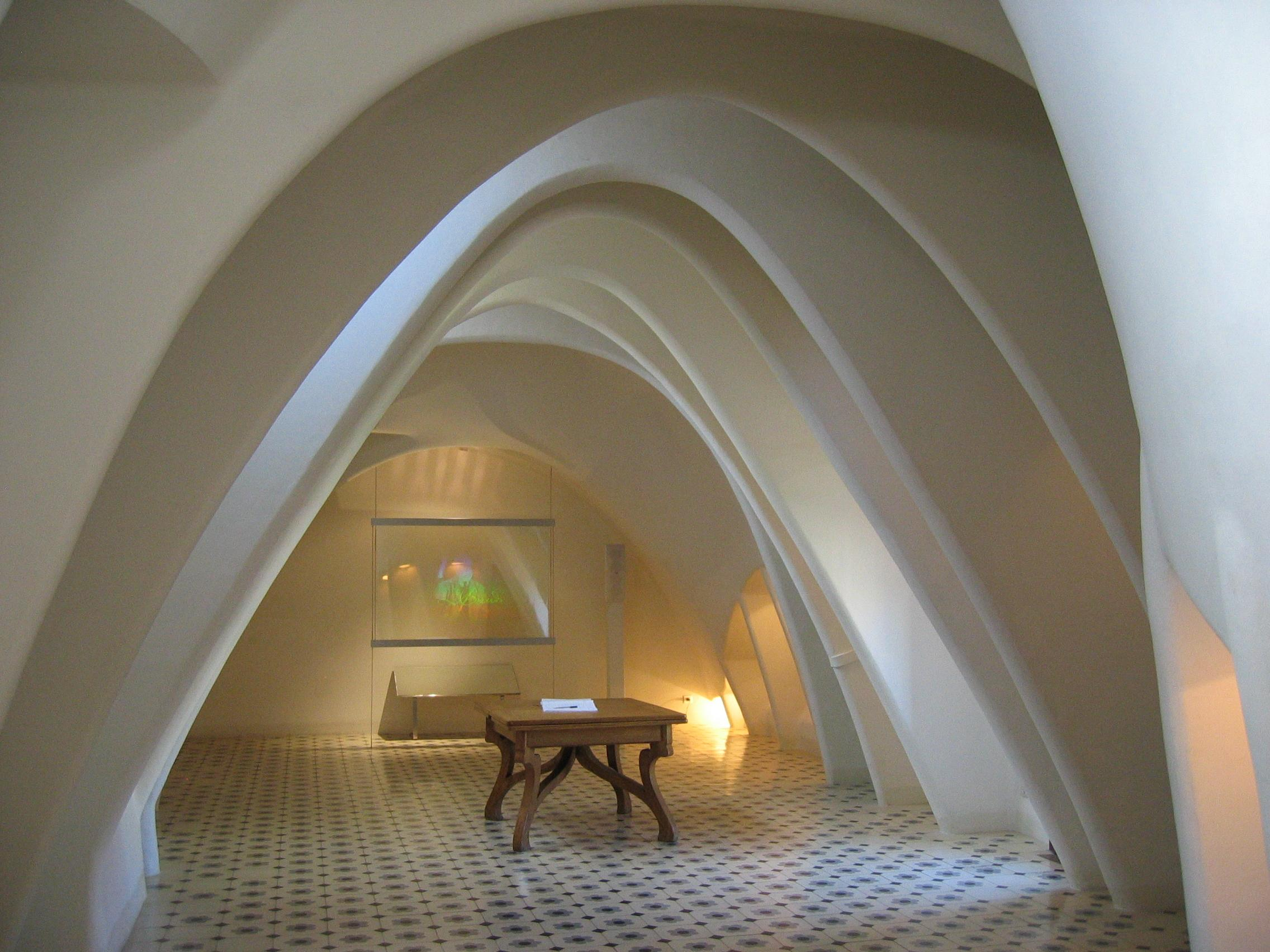
Golfes restaurades de la casa Batlló.

La golfa (usualment usat en plural, les golfes) és el nivell més alt de l'habitatge, un sostre fals situat directament sota la teulada, d'una casa de pagès. Aqueix espai és destinat a guardar-hi herba i serveix també per a dormir-hi els mossos, car és fresc a l'estiu i molt calent a l'hivern. Disposa d'obertures per a airejar, sovint aquestes obertures prenen forma d'arquacions. S'hi solia accedir de fora estant amb una escala de fusta accessòria, de manera que, llevant-la, aquesta peça romangués isolada i inaccessible.
Són de significat afí encara entresolat (sostret o terrabastall: cambra dividida parcialment o totalment per un sostre) o sostremort (part d'un edifici entre el sostre del nivell superior i la teulada o coberta, o antosta quan és per a mals endreços) i mansarda (apartament sota un sostre inclinat).
A pagès s'utilitzen sovint com a magatzem (especialment herba de farratge), per a eixugar roba i diversos aliments (patates, hortalisses, blat de moro). Les golfes poden contenir alguna cambra.

## Etimologia
Golfa ve de l'àrab 'gurfa', ‘habitació’, en català antic i valencià algorfa. També es coneix com a algorfa(valencià).
També es coneix com andana al País Valencià, i cap de casa al català nord-occidental (Andorra, Pirineus).

## Ventilació
Les normes modernes de construcció permeten tant golfes ventilades com no ventilades en totes les zones climàtiques, sempre que l'edifici estigui correctament construït en altres aspectes. No obstant això, les golfes no habitades s'han de ventilar normalment per reduir l'acumulació de calor i humitat que afavoreixen el creixement de floridures i la descomposició de les bigues i llindes de fusta. En climes freds, la ventilació també ajuda a prevenir la formació de barreres de gel a la teulada i les fuites causades per elles. En climes càlids, la ventilació redueix la càrrega de refrigeració.
De vegades, una teulada aïllada amb una capa interior de barrera de vapor és preferible a una golfa ventilada. En zones susceptibles a incendis forestals, les espurnes poden penetrar els orificis de ventilació de les golfes, de manera que les cases sense orificis de ventilació són més segures. En zones amb pluja ventosa, boires o esquitxades marines, també es prefereixen les cases amb teulades aïllades en lloc d'orificis de ventilació. En una golfa habitada o en un espai habitable sense golfa, es pot utilitzar una teulada aïllada perquè l'aire humit de l'espai habitable no es condensi en els materials de la teulada. A més, en un edifici amb una teulada complicada o amb moltes obertures entre la zona condicionada i les golfes, es pot controlar millor o de manera més econòmica la formació de condensació amb una teulada aïllada i una barrera de vapor.
Un dels requisits habituals de les normes de construcció és que la superfície total dels orificis de ventilació de les golfes ha de ser com a mínim 1/150 de l'àrea del sòl de les golfes, i el 50% o més de la superfície dels orificis de ventilació ha d'estar situada a la part superior de les golfes. Els orificis de ventilació i les persianes han d'estar orientats en la direcció oposada als vents dominants per evitar l'entrada de pluja. Els orificis de ventilació sota les ràfegues sovint proporcionen ventilació a la part inferior de les golfes. Els orificis de ventilació amb persianes en els frontons poden proporcionar ventilació a la part superior de les golfes en cases petites o en frontons curts.